# Дибув (Лодзинське воєводство)
Дибув (пол. Dybów) — село в Польщі, у гміні Пенчнев Поддембицького повіту Лодзинського воєводства.
Населення — 132 особи (2011).
У 1975-1998 роках село належало до Серадзького воєводства.

## Демографія
Демографічна структура станом на 31 березня 2011 року:
|          | Загалом | Допрацездатний вік | Працездатний вік | Постпрацездатний вік |
| -------- | ------- | ------------------ | ---------------- | -------------------- |
| Чоловіки | 67      | 10                 | 44               | 13                   |
| Жінки    | 65      | 12                 | 27               | 26                   |
| Разом    | 132     | 22                 | 71               | 39                   |